# Californiulus blechrostriatus
Californiulus blechrostriatus är en mångfotingart som beskrevs av Shelley och Bauer 1997. Californiulus blechrostriatus ingår i släktet Californiulus och familjen Paeromopodidae. Inga underarter finns listade i Catalogue of Life.